# St. Nikolai (Dielmissen)

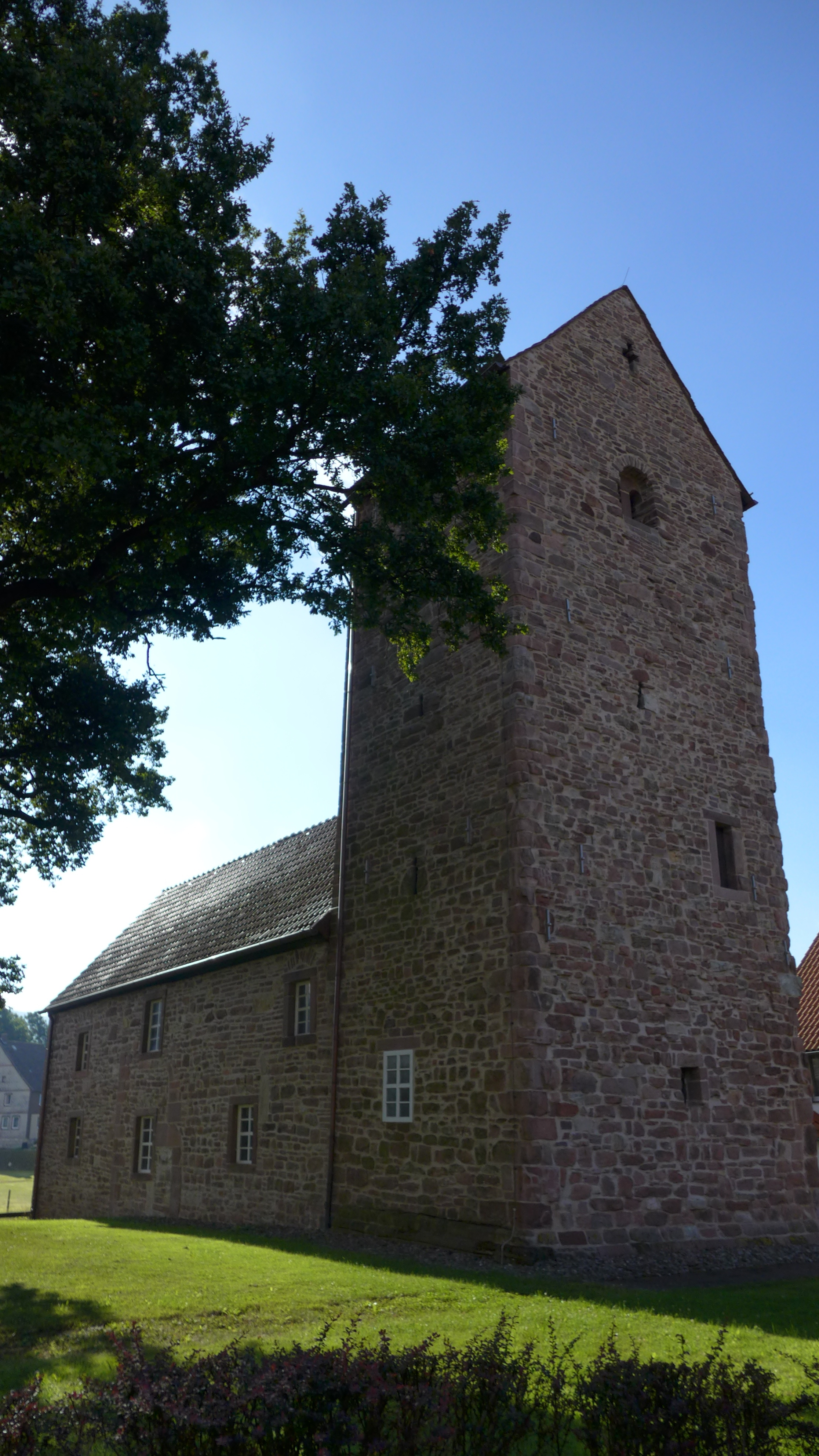
Dielmissen, St. Nikolai

Die evangelisch-lutherische Kirche St. Nikolai steht in Dielmissen, einer Gemeinde im Landkreis Holzminden in Niedersachsen. Die Kirchengemeinde gehört zum Kirchenkreis Holzminden-Bodenwerder im Sprengel Hildesheim-Göttingen der Evangelisch-lutherischen Landeskirche Hannovers.

## Beschreibung
Die ehemalige Wehrkirche aus Bruchsteinen stammt aus dem frühen 13. Jahrhundert. Der querrechteckige Kirchturm im Westen, der die gleiche Breite wie das Kirchenschiff hat, ist wie dieses mit einem Satteldach bedeckt. In seinem Glockenstuhl hängen zwei Kirchenglocken, die ältere wurde um 1300, die jüngere wurde 1782 gegossen. Bei einer Erneuerung des Kirchenschiffs wurden 1594 die Fenster vergrößert und im Innenraum, der mit einer Flachdecke überspannt ist, im Westen und an den Längsseiten Emporen eingebaut. 1724 wurde das Kirchenschiff nach Osten verlängert. Außerdem wurde eine Sakristei aus Holzfachwerk angebaut. Das Vestibül im Turm ist mit einem Kreuzgratgewölbe bedeckt.
Auf der Westempore steht eine Orgel, die 1857/58 von den Gebrüdern Euler mit zehn Registern auf einem Manual und Pedal gebaut wurde. Sie wurde 1951 durch Emil Hammer instand gesetzt und 1981 von Martin Haspelmath restauriert. 2026 wird die Orgel voraussichtlich erneut restauriert.